# Amicitia Theater
Het Amicitia Theater, voorheen: Cultureel Centrum Amicitia, is een voormalig concertzaal, theater en bioscoop in de binnenstad van Sneek. Tegenwoordig is bioscoop CineSneek in hetzelfde pand gevestigd.

## Sociëteit Amicitia
De geschiedenis van het theater gaat terug tot 1815. In dit jaar wordt de Sociëteit Amicitia opgericht. De sociëteit hield huis in een 18e-eeuws pand aan de Leeuwenburg 12. Het pand zou al spoedig worden uitgebreid met een concertzaal. Ook werden twee naastgelegen panden bij het gebouw getrokken, waardoor een groot gebouw ontstond.

## Verbouwingen
In 1923 werd in opdracht van de eigenaar van de NV Nederlandse Bioscoop Onderneming, Swier Miedema, een verbouwing gestart die het pand moest omtoveren tot theater annex bioscoop. De gevel van het pand werd naar de stijl van de Amsterdamse School heropgericht. In 1933 wordt ook het pand van Leeuwenburg 14 bij het complex gevoegd. Architecten waren A. Goodijk en J. Otten.
De zalen in het toenmalige theater waren multifunctioneel en desgewenst kon het bioscoopdoek worden verwijderd om plaats te kunnen maken voor een groot podium. De grote zaal van het theater droeg de naam Waterpoortzaal. In 1976 wordt drogisterij De Wijde Gaper aangekocht en toegevoegd aan het pand, de bijzondere gevel wordt ook doorgetrokken. Op dat moment krijgt het gebouw zijn huidige vorm.

## Bijzondere voorstellingen
Eind 19e eeuw gaf het muziekkorps van de Sneker Schutterij regelmatig uitvoeringen in het theater. Later zouden ook Rhythm Stars, Advendo en het Stedelijk Muziekkorps hier optredens verzorgen. Ook werden in het theater met regelmaat exposities gehouden. Jaarlijks speelden onderwijzers van het lager onderwijs hier het Sinterklaas Sprookje. Ook bekende Nederlandse acteurs deden het theater aan met hun voorstellingen, voorbeelden zijn onder meer Freek de Jonge en Youp van 't Hek.

## Einde Amicitia
In 1998 krijgt het theater een nieuwe directie na de tragische dood van Johan Miedema jr.. Later ondergaat het theater een radicale naamsverandering en sluit men het tijdperk Amicitia af. De nieuwe directie, onder leiding van Hans Wijnstok, gaat verder onder de naam CineSneek verdwijnt het Amicitia Theater naar de geschiedenisboeken. Sinds het sluiten van het theater heeft Sneek geen theaterzaal meer. In 2008 komt hier verandering in en wordt Theater Sneek geopend.

## Trivia
- In 1976 bracht koningin Juliana een bezoek aan het theater voor een "informele bijeenkomst".[4]
- Op de hoek van de gevel van het theater bevond zich een scrafitto gemaakt door Cobi Doevendans,[5] tegenwoordig is dit kunstwerk niet meer aanwezig.